# Scoparia sideraspis
Scoparia sideraspis là một loài bướm đêm trong họ Crambidae.